# Navigace (přístroj)

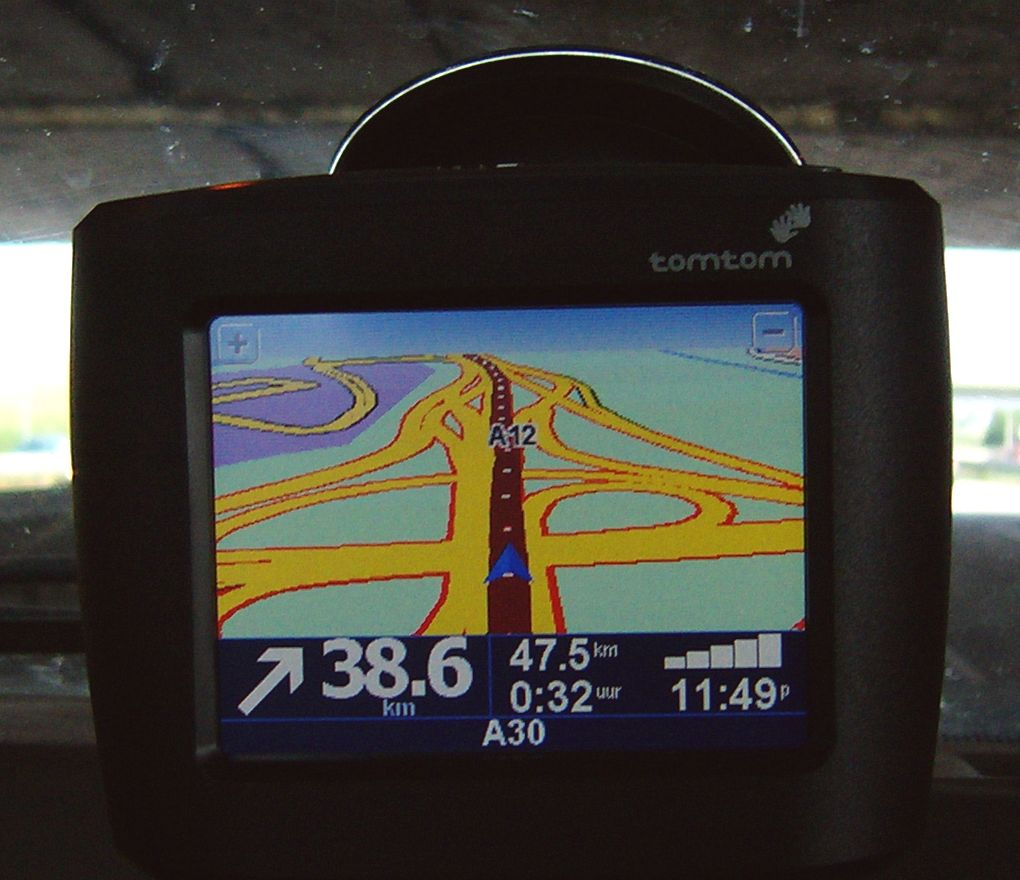
Navigace

Navigace je elektronické zařízení schopné přijímat signál z GNSS satelitů a pomocí něj vypočítat svou zeměpisnou polohu. Navigace vybavené dokonalejším softwarem např. i  zobrazují polohu na mapě či navigují uživatele směrovými příkazy.
GPS signál lze přijímat z povrchu Země za každého počasí, navigaci stačí spojení se čtyřmi satelity nad obzorem. Signál může být omezen například hustou zástavbou, kdy se odráží mezi budovami. Zablokovat ho může také koruna stromu či pokud se zařízení nachází v budově, garáži, tunelu apod. Většina navigací se využívá pro navigaci v automobilech.
Systémy satelitní navigace často zmatou řidiče, kteří na ně příliš spoléhají.